# Kaapori-Kapuziner
Der Kaapori-Kapuziner (Cebus kaapori) ist eine Primatenart aus der Gattung der Kapuzineraffen (Cebus). Er galt früher als Unterart des Braunen Kapuziners (Cebus olivaceus).

## Merkmale
Kaapori-Kapuziner sind wie alle Kapuziner mittelgroße Primaten. Sie erreichen eine Kopfrumpflänge von 37 bis 46 Zentimeter, wozu noch ein 40 bis 55 Zentimeter langer Schwanz kommt und wiegen im Durchschnitt 2,4 (Weibchen) bis (Männchen) Kilogramm. Im Vergleich mit anderen Cebus-Arten wirkt ihr Körper mehr langgestreckt. Das Fell ist überwiegend graubraun, die Körperseiten sind heller als der Rücken und die Oberseite des Kopfes ist schwarz gefärbt. Gesicht und Schultern sind hellgrau, Unterarme, Unterschenkel und der hintere Teil des Schwanzes sind dunkelgrau gefärbt, Hände und Füße sind dunkelbraun oder schwarz.

## Lebensraum und Lebensweise

Das Verbreitungsgebiet

Kaapori-Kapuziner bewohnen ein kleines Gebiet an der Atlantikküste des nordöstlichen Brasiliens im Nordosten des Bundesstaates Pará (östlich des Rio Tocantins) und im Westen von Maranhão. Ihr Lebensraum sind Terra-Firme-Wälder vom Meeresspiegel bis in Höhen von 200 Metern. Am Rio Grajaú in Maranhão lebt die Art auch in von Attalea-Palmen geprägten Wäldern, die dort den Übergang zur Savannenlandschaft des Cerrado bilden. In regelmäßig überfluteten Wäldern und in Sekundärwäldern kommt die Art nicht vor.
Kaapori-Kapuziner leben in kleinen Gruppen mit bis zu sieben Tieren, manchmal auch zusammen mit Exemplaren des Satansaffen (Chiropotes satanas). Über die Lebensweise dieser Art ist ansonsten wenig bekannt, möglicherweise stimmt sie weitgehend mit der des Braunen Kapuziners überein. Diese leben in größeren, gemischten Gruppen und ernähren sich sowohl von Früchten und anderen Pflanzenteilen als auch von Insekten.

## Gefährdung
Kaapori-Kapuziner zählen zu den bedrohten Arten. Hauptgrund dafür ist die Zerstörung ihres Lebensraums, da ihr Verbreitungsgebiet in den letzten Jahrzehnten besonders stark besiedelt worden ist. Das verbliebene Verbreitungsgebiet hat eine Fläche von weniger als 15.000 km². Hinzu kommt die Bejagung wegen ihres Fleisches. Die IUCN schätzt, dass die Gesamtpopulation in den letzten 48 Jahren um mindestens 80 % gesunken ist und listet die Art daher als „vom Aussterben bedroht“ (critically endangered).